# Амбарів
Амба́рів (в минулому — Амбар) — село Миколаївської селищної громади у Березівському районі Одеської області в Україні. Населення становить 80 осіб.

## Історія
Амброзе/Ambrose (Ліхтенфельд/Lichtenfeld; також Амбросьєве, Струківський), до 1917 — лютеранське село в Херсонській губернії, Ананьївський повіт, Петрівська волость; у радянський період — Одеська область, Ісаївський район. Лютеранський прихід Вормс-Йоганнесталь. Мешканці: 33 (1887), 35 (1896), 162 (1926).
Під час організованого радянською владою Голодомору 1932—1933 років померло щонайменше 2 жителі села.

## Населення
Згідно з переписом УРСР 1989 року чисельність наявного населення села становила 625 осіб, з яких 294 чоловіки та 331 жінка.
За переписом населення України 2001 року в селі мешкало 515 осіб.

### Мова
Розподіл населення за рідною мовою за даними перепису 2001 року:
| Мова       | Відсоток |
| ---------- | -------- |
| українська | 94,76 %  |
| російська  | 1,94 %   |
| молдовська | 1,55 %   |
| білоруська | 0,97 %   |
| інші       | 0,78 %   |